# Belize-Dollar
Der Belize-Dollar ist die Währung von Belize.
Der Dollar wurde bereits 1864 eingeführt, als das Land noch unter dem Namen British Honduras britische Kolonie war. Mit dem Namenswechsel des Landes zu Belize im Jahr 1973 wurde auch die Währung in Belize-Dollar umbenannt.
Der Wert des Belize-Dollars ist seit dessen Einführung direkt an den US-Dollar gekoppelt. 1 USD entspricht 1,97 BZD. Im Land wird faktisch stets mit einem Kurs von 1 zu 2 umgerechnet.
Die Banknoten Belizes zirkulieren in Stückelungen zu 2, 5, 10, 20, 50 und 100 Dollar.
Am 23. Januar 2025 wurde eine neue Banknotenserie vorgestellt, die nach dem Tod von Elisabeth II. nicht mehr das Portrait des Staatsoberhauptes, sondern stattdessen abwechselnd die Abbildungen der Nationalhelden Philip Goldson und George Cadle Price zeigt.
Die von De La Rue hergestellten Banknoten werden ab Mitte 2025 in den Umlauf gebracht und zirkulieren parallel zu den vorherigen Banknotenserien, die weiterhin legales Zahlungsmittel bleiben.

Ein-Belize-Dollar-Münze

25-Belize-Cents-Münze

5-Belize-Cents-Münze

## Banknoten

### 1. Banknotenserie (1976–1983)
| Nennwert   | Farbe | Abmessungen   | Beschreibung  | Beschreibung                       |
| Nennwert   | Farbe | Abmessungen   | Vorderseite   | Rückseite                          |
| ---------- | ----- | ------------- | ------------- | ---------------------------------- |
| 1 Dollar   | Grün  | 15,8 × 6,4 cm | Elisabeth II. | Nationalversammlung in Belize City |
| 5 Dollar   | Rot   | 15,8 × 6,4 cm | Elisabeth II. | Nationalversammlung in Belize City |
| 10 Dollar  | Grau  | 15,8 × 6,4 cm | Elisabeth II. | Nationalversammlung in Belize City |
| 20 Dollar  | Braun | 15,8 × 6,4 cm | Elisabeth II. | Nationalversammlung in Belize City |
| 100 Dollar | Blau  | 15,8 × 6,4 cm | Elisabeth II. | Nationalversammlung in Belize City |

### 2. Banknotenserie (1990–2003)
| Nennwert   | Farbe   | Abmessungen   | Beschreibung  | Beschreibung                                                   |
| Nennwert   | Farbe   | Abmessungen   | Vorderseite   | Rückseite                                                      |
| ---------- | ------- | ------------- | ------------- | -------------------------------------------------------------- |
| 2 Dollar   | Violett | 14,0 × 7,0 cm | Elisabeth II. | Maya-Ruinen von Altun Ha, Xunantunich und Lubaantun            |
| 5 Dollar   | Rot     | 14,0 × 7,0 cm | Elisabeth II. | St. George’s Caye                                              |
| 10 Dollar  | Grün    | 14,0 × 7,0 cm | Elisabeth II. | Oberster Gerichtshof, Kathedrale St. John, Gouverneursresidenz |
| 20 Dollar  | Braun   | 14,0 × 7,0 cm | Elisabeth II. | einheimische Säugetiere                                        |
| 50 Dollar  | Purpur  | 15,0 × 7,5 cm | Elisabeth II. | Drehbrücke in Belize City, Hawkesworth-Brücke                  |
| 100 Dollar | Blau    | 15,0 × 7,5 cm | Elisabeth II. | einheimische Vogelarten                                        |

### 3. Banknotenserie (2025)
| Nennwert   | Farbe   | Abmessungen   | Beschreibung                                     | Beschreibung                                                                         |
| Nennwert   | Farbe   | Abmessungen   | Vorderseite                                      | Rückseite                                                                            |
| ---------- | ------- | ------------- | ------------------------------------------------ | ------------------------------------------------------------------------------------ |
| 2 Dollar   | Violett | 14,0 × 7,0 cm | Philip Goldson, Mayflower Bocawina National Park | Sapodilla- und Thousand-Foot-Wasserfall                                              |
| 5 Dollar   | Rot     | 14,0 × 7,0 cm | George Cadle Price, Nationalversammlung          | Belize City, Oberster Gerichtshof, Kathedrale St. John                               |
| 10 Dollar  | Grün    | 14,0 × 7,0 cm | Philip Goldson, Grünreiher                       | Fischertukan, Langschnabel-Schattenkolibri, Schuppenbrustkolibri                     |
| 20 Dollar  | Orange  | 14,0 × 7,0 cm | George Cadle Price, Baird-Tapir                  | Jaguar, Grüner Leguan                                                                |
| 50 Dollar  | Purpur  | 15,0 × 7,5 cm | Philip Goldson, Maya-Ruinen von Lamanai          | Maya-Ruinen von Caracol und Xunantunich                                              |
| 100 Dollar | Blau    | 15,0 × 7,5 cm | George Cadle Price, Königin-Drückerfisch         | Great Blue Hole, Atlantischer Ammenhai, Franzosen-Kaiserfisch, Gefurchte Hirnkoralle |